# ۶ اسفند
۶ اسفند سیصد و چهل و دومین روز سال در گاه‌شماری خورشیدی است. به پایان سال ۲۳ روز (۲۴ روز در سال کبیسه) باقی‌است.

## رویدادها
- ۵۲ پیش از هجرت - حملهٔ ابرهه به کعبه
- ۱۳۳۲ - دستگیری حسین فاطمی پس از کودتای ۲۸ مرداد و چند ماه اختفا در منزل دوستانش.
- ۱۳۹۶ - حادثه اسفند ۱۳۹۶ هواپیمایی زاگرس

## زادروزها
- ۱۳۰۶ - هوشنگ ابتهاج، شاعر غزل سرای ایرانی
- ۱۳۵۰ - حسین بهاروند، محقق برجسته ایرانی در حوزه زیست‌شناسی پژوهشگاه رویان.
- ۱۳۳۳ - ابراهیم رضایی بابادی، سیاستمدار ایرانی
- ۱۳۵۰ -  نرگس آبیار، نویسنده ، کارگردان ، فیلمنامه نویس
- ۱۳۵۲ - بهراد خرازی، هنرپیشه
- ۱۳۶۸ - احسان حاج صفی، فوتبالیست

## درگذشت‌ها
- ۱۳۷۷ - ابوالحسن ابتهاج بانکدار و از رؤسای سازمان برنامه و بودجه
- ۱۳۹۸ - نرجس خانعلی‌زاده، پرستار اهل ایران و نخستین قربانی دنیاگیری کووید-۱۹ در ایران از میان کاردرمانی
- ۱۴۰۰ - رفعت هاشم‌پور صداپیشه و گوینده ایرانی
- ۱۴۰۱ - شهرام عبدلی، بازیگر